# Leguizamón
Leguizamón é uma comuna da província de Córdoba, na Argentina.